# Залип'я (Гомельський район)
Залип'я (біл. Заліп'е) — село в Урицькій сільській раді Гомельського району Гомельської області Республіки Білорусь.

## Географія

### Розташування
За 11 км на захід від Гомеля.

## Гідрографія
На річці Рандовка (притока річки Уза).

## Транспортна мережа
Транспортні зв'язки степовою, потім автомобільною дорогою Жлобин — Гомель. Планування складається з прямолінійної вулиці, яка орієнтована з південного сходу на північний захід, до якої на сході та заході приєднуються короткі вулиці, а на півночі — паралельно головній проходить прямолінійна коротка вулиця. Забудова переважно двостороння, дерев'яна, садибного типу.

## Населення

### Чисельність
- 2009 — 520 мешканців.